# Peter August Becker
Peter August Becker (* vor 1772; † nach 1801) war ein Glocken- und Stückgießer in Hannover zur Zeit des Kurfürstentums Braunschweig-Lüneburg.

## Leben
Peter August Becker wohnte und arbeitete in der Aegidienneustadt von Hannover, dort „am Walle.“ 1778 inserierte er in der Zeitschrift Hannoverische Anzeigen von allerhand Sachen, deren Bekanntmachung dem gemeinen Wesen nöthig und nützlich unter der Rubrik Vermischte Nachrichten „wohlklingende dauerhafte Glocken, welches er auf Verlangen mit Attestaten beglaubigen kann; auch Feuersprützen von verschiedener Art, mit doppelten und einfachen Werken; von letzterer Art noch eine fertig, und sonst allerlei Metallarbeit. Zu bekommen sind jederzeit, z. E. unterschiedliche Sorten Pfostenhahnen, das Stück zu 3 bis 4 Rtlr., Mörser, Leuchter, Plätteisen, Wein- und Bierhähne, erstere zu 18 bis 24 mgr., und letztere zu 15 mgr. 24 mgr. auch ein Rthl.“ 1780 offerierte Becker in derselben Zeitschrift in der Sparte Sachen, so zu verkaufen unter anderem 4 Kanonen zu je 15 Pfund.

## Bekannte Werke
- 1772: die größte von drei Glocken für die Kirche in Nordstemmen[1]
- 1777: Umguss einer kleinen geborstenen Glocke, die in den Jahren 1861 bis 1862 erneut von dem Glockengiesser Dreyer in Linden umgegossen wurde.[5]
- 1785: Umguss der großen Glocke für die Kirche in Liebenau; die Glocke bekam jedoch kurz danach beim Totengeläut des Bürgermeisters Leiding einen Riss, wodurch der bis dahin schöne Ton der Glocke verloren ging. In der Folge wurde ein Prozess gegen Becker geführt. Um jedoch die Kosten für einen erneuten Umguss zu sparen, versuchte der Schmiedemeister Hockemeyer, den gerissenen Teil der Glocke mit einem großen Schmiedehammer herauszuschlagen – mit Erfolg: Die dann einigermaßen brauchbare Glocke wurde so bis in das Jahr 1833 genutzt, bevor sie dann durch den Glockengießer Bock in Linden abermals umgegossen wurde. Nach diesem Prozedere betrug das Gewicht der großen Glocke in Liebenau noch 19 3/4 Zentner.[6]
- Am 20. März 1801 bekam der nach wie vor in Hannover tätige Becker den Auftrag, als Ersatz für die geborstene der seinerzeit zwei Glocken der Elisabethkirche in Langenhagen eine neue Glocke zu gießen, deren Gewicht jedoch nicht mehr als 13 Zentner betragen durfte. Für den Neuguss durfte er das Material der alten Glocke der hannoverschen Glockengießerei Weidemann mit verwenden.[2]